# Kheswar Jankee
Kheswar Jankee (* 21. April 1961) ist ein mauritischer Diplomat.

## Leben
Im Jahr 1984 erwarb er einen Bachelor of Arts-Abschluss in Wirtschaftswissenschaften an der Universität Delhi, 1986 den Master.
Er kehrte zurück nach Mauritius und arbeitete ab 1988 als Wirtschaftswissenschaftler im Ministerium für Planung und wirtschaftliche Entwicklung. Noch im gleichen Jahr ging er jedoch als Forschungsbeauftragter an die Bank of Mauritius, für die er bis 1992 tätig war. Zugleich arbeitete er in Teilzeit als Dozent für Bank- und Finanzwesen an der Universität Mauritius. 1992 wurde er außerordentlicher Professor an dieser Universität.
Im Jahr 2000 erwarb er den Master of Philosophy im Bank- und Finanzwesen an der Universität Mauritius, 2003 promovierte er dort. Außerdem ist er Fulbright-Stipendiat an der Universität von Maryland. Außerdem arbeitet er in der World Association of Small and Medium Entreprises mit.
Am 23. September 2015 wurde er als Botschafter in Deutschland mit Sitz in der Mauritischen Botschaft in Berlin akkreditiert. Am 10. Mai 2017 erfolgte seine Akkreditierung auch für Österreich, am 20. Juni 2017 auch für Tschechien.

## Persönliches
Kheswar Jankee ist verheiratet. Er spricht Englisch, Französisch und Hindi.

## Werke (Auswahl)
- Interest rate policies and economic management in emerging economies, LAP LAMBERT Academic Publishing, Saarbrücken 2013, ISBN 978-3-659-12384-9